# مركز الملك عبد الله بن عبد العزيز العالمي للحوار بين أتباع الأديان والثقافات
مركز الملك عبد الله بن عبد العزيز العالمي للحوار بين أتباع الأديان والثقافات "كايسيد" منظمة دولية تأسست عام 2012 من قبل المملكة العربية السعودية وجمهورية النمسا ومملكة إسبانيا إلى جانب الفاتيكان بصفته عضوا مؤسساً مراقباً. يقع مقر المركز في مدينة لشبوبة ، عاصمة البرتغال بعد ان كان في فيينا، ويسعى لدفع مسيرة الحوار والتفاهم بين أتباع الأديان والثقافات المتعددة، والعمل على تعزيز ثقافة احترام التنوع، وإرساء قواعد العدل والسلام بين الأمم والشعوب.

يرى المركز أن الدين، قوة فاعلة لتعزيز ثقافة الحوار والتعاون لتحقيق الخير للبشرية؛ حيث يعمل على معالجة التحديات المعاصرة التي تواجه المجتمعات، بما في ذلك التصدي لتبرير الاضطهاد والعنف والصراع باسم الدين وتعزيزثقافة الحوار والعيش معاً.
يتألف مجلس إدراة المركز من قيادات دينية، من المسلمين والمسيحيين واليهود والبوذيين والهندوس.

## دور المركز
يُعدُّ المركز أول منظمة دولية تعمل على تفعيل دور الأفراد والقيادات والمؤسسات الدينية لمساعدة صانعي السياسات في بناء السلام والتعايش السلمي تحت مظلة المواطنة المشتركة؛ وبناء الجسور بين القيادات الدينية والسياسية سدّا للفجوة بين القيادات الدينية وصانعي السياسات خاصة في المنظمات الدولية؛ وإيجادًا لحلول ناجعة، ومستدامة؛ وتحقيق نتائج إيجابية.
ويطبِّق المركز أنشطة، تعزز الحوار بين أتباع الأديان والثقافات من أجل السَّلام، وترسخ الحوار والتعايش في أربع مناطق حول العالم: المنطقة العربية؛ وجمهورية أفريقيا الوسطى؛ ونيجيريا؛ وميانمار. ويظل هدف المركز الأسمى، هو: إبراز القيمة الحضارية للتنوع البشري والعمل على إرساء القواعد والأسس التي تقوم عليها صروح التعايش والحوار والتفاهم والتعاون بين البشر على اختلاف أديانهم وثقافاتهم.
- أربع مناطق تركيز: المنطقة العربية؛ جمهورية أفريقيا الوسطى؛ نيجيريا؛ وميانمار.
- بناء القدرات والمهارات من خلال عقد الورش والبرامج التدريبية.
- يتيح المركز من خلال منصته الإلكترونية للمعرفة والحوار، مصادر معنية بمجال الحوار بين أتباع الأديان والثقافات على مستوى عالمي، (باللغة الإنجليزية حاليًا).
- تعزيز الحوار بين أتباع الأديان والثقافات في المنظمات الدولية ولدى صانعي السياسات وغيرهم من أصحاب المصلحة.

## العاملون في المركز
يعمل في مركز الملك عبد الله بن عبد العزيز العالمي للحوار بين أتباع الأديان والثقافات نخبة رفيعة المستوى من الخبراء والموظفين من 29 دولة موزعة على خمس قارات، ومن عدة خلفيات ثقافية ودينية. ترتكز أعمال المركز على مبدأ احترام التنوع والتعددية وهو حجر الأساس الذي يقوم عليه نظام التوظيف في المركز.
مجموع الموظفين 56 موظف،  52% منهم إناث و48% ذكور.

- مجلس الأطراف: يتكون من الدول المؤسسة للمركز وهي المملكة العربية السعودية، وجمهورية النمسا، ومملكة إسبانيا، والفاتيكان بصفة مؤسس مراقب.
- مجلس الإدارة: يتكون من قيادات دينية من المسلمين والمسيحيين واليهود والبوذيين والهندوس. المنتدى الاستشاري: كما هو منصوص عليه في الاتفاقية التأسيسية للمركز؛ يتم إنشاء منتدى استشاري مكون من مائة (100) عضو من أتباع الأديان الرئيسة في العالم والمؤسسات والمجتمعات الدينية والثقافية.
- الأمانة العامة: يدير الأمين العام ونائب الأمين العام والمدير العام الأمانة العامة للمركز.

## مجلس الأطراف
يتمثّل في مجلس أطراف مركز الملك عبد الله بن عبد العزيز العالمي للحوار بين أتباع الأديان والثقافات الأعضاء المؤسسة له، وفقا لاتفاقية التأسيس، وهم المملكة العربية السعودية، ومملكة إسبانيا، وجمهورية النمسا، والفاتيكان بصفة مؤسس مراقب.
يجتمع المجلس مرة واحدة سنوياً على الأقل، وتتضمن مهامه انتخاب أعضاء مجلس الإدارة وتعيين الأمين العام ونائب الأمين العام.
يعتمد مجلس الأطراف التنظيمات المالية للمركز وبرنامج العمل والميزانية السنوية. كما يرشّح مجلس الأطراف، بناء على مقترحات مجلس الإدارة، أفراد من الأديان الرئيسية والمؤسسات الثقافية والدينية للمنتدى الاستشاري. ومن مهام مجلس الأطراف الموافقة على الاتفاقيات الدولية وعلى إنشاء علاقات تعاون مع مؤسسات حكومية أو خاصة، والتي من الممكن أن تساهم في عمل المركز. ويتخّذ مجلس الأطراف القرار حول الموافقة على قبول أطراف جدد ومراقبين للاتفاقية.

## مجلس الإدارة
يشرف على مركز الملك عبد الله بن عبد العزيز العالمي للحوار بين أتباع الأديان والثقافات (KAICIID) مجلس إدارة، يتكون من قيادات دينية من المسلمين والمسيحيين واليهود والبوذيين والهندوس.

## المنتدى الإستشاري
كما هو منصوص عليه في الاتفاقية التأسيسية للمركز، يتم إنشاء المنتدى الاستشاري المكون من مائة (100) عضو من الأديان الرئيسية في العالم والمؤسسات والمجتمعات الدينية والثقافية. ويهدف المنتدى الاستشاري إلى دعم أنشطة مجلس الإدارة، ولتقديم الاستشارة فيما يتعلق ببرامجها. ويقوم المنتدى الاستشاري بتوفير محتوى لأنشطة المركز من خلال تقديم منظور عالمي من جميع مناطق العالم. يشكل أعضاء المنتدى الاستشاري فرق العمل التي يعتمدها مجلس الإدارة لمعالجة قضايا معينة. يجتمع أعضاء المنتدى الاستشاري، والذين يتم تسميتهم لمدة أربع سنوات قابلة للتجديد، مرة واحدة في السنة على الأقل. ويعمل أعضاء المنتدى الاستشاري بصفتهم الفردية ويتخذون قرارات مستقلة قدر الإمكان بالإجماع، وفي حالة تعذر ذلك، بأغلبية الثلثين.
| - المونسنيور خالد عكاشة - الأسقف الدكتور كاميلو بالن الموقر - الدكتور محمد بشاري - السيد كلاوديو أبلمان - القس الدكتورة مارغريثا هندريكس-ريريماس - بيبي كيرانجوت كاور - رئيس الأساقفة الجليل المطران فيلكس ماتشادو - البريفتدوزنت الدكتور ميهايلو بوبوفيتش - الأسقف الموقر ماثيو كوكاه - السيدة إيلا غاندي - الدكتورة سهير حسن القرشي - الحاخام مارك شناير - الكاهن الدكتور أندرو سميث | - الدكتورة باريتشارت سوانيبها - قداسة البوجيا سوامي تشيداناند ساراسواتي - سعادة البروفيسور الدكتور دين شمس الدين - القس الموقر جيمس ماسا - البروفيسور الدكتور عبد الرحيم حفيظي - الشيخ الدكتور حسين بن غازي السامرائي - البروفسيور المبجل بيلانويلا ويماراثانا ثيرو - مولانا الشيخ أرشاد مدني - الدكتور محمد هداية نور واحد - الدكتور بوريس ميلوسافليفتش - الدكتور حقار محمد أحمد - الدكتور صالح سليمان الوهيبي - القس الدكتور سيمون سين | - الحاخام الأكبر إسحاق حاليفا - القس الدكتور جورج آرمسترونغ - بهائي صاحب موهندر سنغ الهواليا - الدكتورة روزالي فيلوسو إويل - الدكتور جون جورجيوبولوس - السيد علي بن محمد الأمين - السيدة إيفا روث بالمييري - الدكتور ويليام ف. فندلي - القس الدكتور بينييل جيسوداسون روفس راجكمار - قداسة الآشاريا الدكتور لوكش مني - السيدة كاوشايلا مندا - السيد إيبو باتيل - القس الموقر جيجون سوجيتاني |

## الأمانة العامة
يدير الأمين العام ونائب الأمين العام والمدير العام الأمانة العامة لمركز الملك عبد الله بن عبد العزيز العالمي للحوار بين أتباع الأديان والثقافات (KAICIID). وفي دورته الأولى في أكتوبر/تشرين الأول 2012م عيّن ممثلو مجلس الأطراف معالي الأستاذ فيصل بن عبد الرحمن بن معمر في منصب الأمين العام.
. ثم عين معالي د. زهير بن فهد الحارثي خلفا له في المنصب.

## مشاريع المركز

### برنامج اللاجئين في أوروبا
أحد برامج المركز التي تساعد اللاجئين للاندماج في مجتمعاتهم الجديدة، ويقوم المركز على محورين: التكامل من خلال الحوار، وتنسيق العمل لمكافحة خطاب الكراهية والاستقطاب، ويقدم المركز من خلال هذا البرنامج تدريبات إرشادية وتعليمية تخص الشؤون الحياتية الجديدة للاجئين.

### برنامج كايسيد للزمالة الدولية
برنامج تعليمي وتدريبي أطلقه المركز في عام 2015 لإدخال لغة الحوار في عمل المؤسسات التعليمية الدينية، ويضم المركز مجموعات دولية من جميع أنحاء العالم، ويتكون من ثلاثة تدريبات رئيسة على مدار العام الواحد، وفي الفترة ما بين التدريبات المقررة؛ يتطرق المشاركون لمحاضرات نظرية واجتماعات شهرية عبر شبكة الإنترنت.

### منصة المعرفة والحوار
منصة إلكترونية منصةٌ إلكترونيةٌ للمهتمين بالحوار بين أتباع الأديان والثقافات؛ توفِّر مصادر وآليات تعليمية، مثل: الخرائط التفاعلية ومنتجات التعليم الإلكتروني وقواعد البيانات.